# Amiais de Baixo
Amiais de Baixo est une freguesia portugaise située dans le District de Santarém.
Avec une superficie de 6,30 km2 et une population de 2 117 habitants (2001), la paroisse possède une densité de 329,9 hab/km2.